# Yarkon Park
Yarkon Park (hebreiska: פארק הירקון, גני יהושוע) är en park i Israel.   Den ligger i distriktet  Tel Aviv, i den norra delen av landet. Yarkon Park ligger 4 meter över havet. Arean är 3,5 kvadratkilometer.